# June Foray
June Foray   (Springfield, 18 de setembre de 1917 - Los Angeles, 26 de juliol de 2017) nascuda com a June Lucille Forer va ser una actriu de doblatge estatunidenca coneguda per prestar la seva veu a diversos personatges animats entre els quals es troben Rocky, l'esquirol volador, Nell Fenwick, Llucifer de La Ventafocs, Cindy Lou Who del Grinch, Jokey Smurf, Granny dels dibuixos animats de Warner Bros. dirigits per Friz Freleng, Grammi Gummi de la sèrie Disney's Adventures of the Gummi Bears, i Magica De Spell, entre d'altres.
La seva carrera va abastar ràdio, curts teatrals, llargmetratges, televisió, discos (sobretot amb Stan Freberg), videojocs, joguines parlants i altres mitjans de comunicació. Foray també va ser una dels primers membres d'ASIFA-Hollywood, una organització dedicada a promoure i fomentar l'animació. Té una Estrella a Hollywood en el Passeig de la Fama en reconeixement del seu treball de veu a la televisió.

## Biografia
June Foray va néixer en Springfield, Massachusetts i és la primera dels tres fills de Maurice i Ida. Durant la seva infància va residir a l'oest de l'Estat en la 75 d'Orange Street. Als 12 va debutar en un programa dramàtic de la ràdio local i als 15 va començar a treballar amb més freqüència. Dos anys després es graduaria a Institut de Música Clàssica i es mudaria amb la seva família a Los Angeles, Califòrnia, on va viure el seu oncle matern després que el seu pare comencés a tenir problemes econòmics. Allí va començar a col·laborar a l'emissora WBZA en el seu propi programa Lady Make Believe Show. Molt aviat es convertiria en una prometedora actriu de doblatge amb cameos en programes a nivell nacional entre d'altres: Lux Radio Theater i The Jimmy Durante Show.

## Carrera
Els anys 40 Foray va començar la seva carrera cinematogràfica, la major part de les seves pel·lícules van ser com a actriu de doblatge mentre que en d'altres va actuar en petits papers en imatge real.
En la companyia Disney va posar la seva veu a personatges de diverses pel·lícules de la productora: el gat Llucifer de la Ventafocs, la mare de Lambert en Lambert the Sheepish Lion, la sirena de Peter Pan i la Bruixota Hazel en diversos curtmetratges; diverses dècades després tornaria a col·laborar amb Disney per posar-li la veu a l'àvia Fa de Mulan. També va donar veu a diversos personatges en els curts de Woody Woodpecker. A partir de 1955 treballaria amb la Warner Bros. i prestaria la veu a l'avia dels Looney Tunes després de substituir a Bea Benaderet amb Chuck Jones com a director.
Altres papers van ser en Els Barrufets on posava la seva veu als personatges del Barrufet Bromista i a la Mare Natura; i Úrsula en George of the Jungle, a part de Cindy Lou en El Grinch.
També ha interpretat personatges antagonistas com la nina Talky Tina en The Twilight Zone a més d'altres personatges femenins en Rikki-Tikki-Tavi entre els quals es troba la cobra Nagaina.
En els estudis Hanna-Barbera destaquen les seves veus a diversos personatges dels Picapedra, Tom i Jerry, Scooby-Doo, Where are You! i Els Supersònics entre altres sèries. La seva veu també s'ha escoltat en diversos anuncis dirigits per Stan Freberg, àlbums i sèries radiofòniques de 1957. Durant els anys 60 i anys 70 va aparèixer en programes especials televisius.
Foray és potser més coneguda per prestar la seva veu a diversos personatges femenins de la sèrie The Rocky and Bullwinkle Xou com Natasha Fatale i Nell Fenwick a part del protagonista principal Rocky. Des de 1981 fins a 1983 prestaria la seva veu a Tia May Parker de Spider-Man and His Amazing Friends igual que a Magica De Spell i Dt. Beagle en DuckTales. A partir de 1985 participaria com Grammi Gummi en la sèrie de Disney Óssos Gummi al costat de Bill Scott fins a la defunció d'aquest el 1985. El 2003 va aparèixer com a artista convidada en Les Supernenas i el 2006 va interpretar a Susan B. Anthony en tres episodis de The Radio Adventures of Dr. Floyd.
Chuck Jones va comentar que «June Foray no era la versió femenina de Mel Blanc, sinó que Mel Blanc és la versió masculina de June Foray».
El 1995 va passar a ser membre de ASIFA-Hollywood, organització que va crear els Premis June Foray en el qual es premia aquells que hagin contribuït de manera caritativa i sense ànim de lucre a la indústria de l'animació. El 2007 va ser la principal col·laboradora del projecte d'animació.
Altres col·laboracions van ser en un episodi dels Simpsons en el qual interpretava a la recepcionista del Rubber Baby Buggy Bumper Babysitting Service. Aquesta escena va ser una paròdia de Rocky and Bulwinkle on cap dels personatges (ni tan sols el narrador) eren capaços de pronunciar la frase. Més tard va ser homenatjada en la mateixa sèrie en l'episodi The Itchy & Scratchy & Poochie Show mitjançant el personatge de June Bellamy, actriu de doblatge fictícia que posava la veu de Itchy i Scratchy, encara que els actors encarregats de prestar les seves veus als respectius personatges van ser Dan Castellaneta i Harry Shearer. El 2000 va tornar a prestar la seva veu a Natasha en l'adaptació cinematogràfica de Les aventures de Rocky i Bullwinkle. En 1984 va aparèixer juntament amb Jim Carrey en The Duck Factory.
A part de l'esmentada adaptació en imatge real de Rocky i Bullwinkle, en 2001 va prestar la seva veu a Rocky en l'episodi de Pare de família: The Thin White Line en el qual esmentava la coneguda frase del personatge: «I ara els mostrarem una cosa que espero que els agradi de debò».
Una altra col·laboració és en Pirates del Carib. Al novembre de 2009 va participar com a artista convidada en dos episodis de The Marvelous Misadventures of Flapjack.
En 2011 va tornar a interpretar a l'àvia en The Looney Tunes Show. El mateix any va ser guardonada amb el Premi Icon de la Comic Con en els Scream Awards. Més tard va tornar a interpretar el personatge en un curt animat pel qual va ser nominada a un Premi Óscar.
El 2012 va guanyar per primera vegada a un Premi Emmy en la categoria a la Millor Actriu Principal pel seu paper de Sra. Cauldron en The Garfield Xou sent fins avui, l'actriu més longeva a aconseguir el premi.
El 2014 es va retirar dels estudis de gravació a causa del seu delicat estat de salut. Va morir el 26 de juliol de 2017, quan faltaven només dos mesos pel seu 100è aniversari. El seu estat de salut havia anat empitjorant des que va patir un accident automovilístic en el 2015.